# Sopas canas
Las sopas canas (a veces en singular: sopa cana o caldo cano) son una preparación culinaria tradicional que fundamentalmente lleva pan y leche. Es muy habitual en algunas regiones de la cocina española, principalmente en provincias como navarra. Su confección con ingredientes básicos, y su típico consumo en zonas rurales se ha asociado a personas de origen rico, así como de pastores. Es tradicional servirlas calientes en una cazuela de barro como un desayuno. Existe una variante denominada «migas mulatas» que se elaboran con chocolate en lugar de leche.

## Características
Las sopas canas, deben quizás su nombre al color blanquecino de los ingredientes, son un tipo de sopas (es decir gachas elaboradas con pan duro) elaboradas en ciertas zonas de España. Suelen ser elaboradas en una especie de caldero donde se fríe manteca junto con ajo y pimentón (chicharrillas). Al frito resultante se le añade pan y leche (preferiblemente de oveja o cabra). La presentación suele hacerse en cazuela de barro tras haber reposado unos minutos. Algunos autores mencionan la receta como aquellas sopas de ajo a las que se vierte leche.
Las recetas regionales suelen variar en algunos de los ingredientes de tal forma que siempre se encuentra el pan, la leche y una materia grasa. Sobre la materia grasa se puede encontrar dese tocino de cerdo, hasta grasa de ganso, pasando por aceite de oliva, el uso de ajo es más o menos habitual.